# Colostethus nexipus
Colostethus nexipus là một loài ếch thuộc họ Dendrobatidae.
Loài này có ở Ecuador và Peru.
Môi trường sống tự nhiên của chúng là rừng ẩm vùng đất thấp nhiệt đới hoặc cận nhiệt đới, vùng núi ẩm nhiệt đới hoặc cận nhiệt đới, sông ngòi, và vườn nông thôn.